# Guerrilla Girls
Guerrilla Girls (powstała w 1985 w Nowym Jorku) – amerykańska grupa artystyczna, w skład grupy wchodzą same kobiety.
Członkinie grupy występują publicznie zawsze w maskach (głowa goryla) nie ujawniając swoich twarzy, posługują się nazwiskami znanych zmarłych artystek. Twórczość grupy realizuje się w drukach plakatów, colagge, ulotek, fotomontaży, książek, akcjach publicznych, wykładach, manifestacjach, happeningach. Istotnym elementem tych prac są teksty, hasła, manifesty, których częstym kontekstem jest sytuacja kobiet, wizerunek kobiety w kulturze, polityka, kultura popularna. Wypowiedzi w tych tematach przedstawiane są często z poczuciem humoru (absurdalnie, żartobliwie, z dystansem). Artystki prezentowały swoje prace i występowały w największych centrach i muzeach sztuki. Wystąpienia grupy są też grą z konwencją sztuki. W działalność Guerrilla Girls zaangażowanych było około stu artystek, w USA jak i w swoich "ośrodkach" w Anglii i Francji.